# Missionarie di Gesù Cristo
Le Missionarie di Gesù Cristo (in spagnolo Misioneras de Cristo Jesús) sono un istituto religioso femminile di diritto pontificio: le suore di questa congregazione pospongono al loro nome la sigla M.C.J.

## Storia
La congregazione fu fondata a Pamplona il 14 marzo 1944 da María Camino Sanz Orrio e fu canonicamente eretta da Marcelino Olaechea Loizaga, vescovo di Pamplona, con decreto del 5 giugno 1946.
La congregazione ottenne dalla Santa Sede il pontificio decreto di lode il 27 giugno 1954 e l'approvazione definitiva il 9 aprile 1962.

## Attività e diffusione
Le suore seguono la spiritualità ignaziana e si dedicano esclusivamente al lavoro in terra di missione (in origine emettevano anche uno speciale quarto voto di missione, soppresso nel 1969).
Oltre che in Spagna, sono presenti in Asia (Cina, Filippine, Giappone, India), nelle Americhe (Bolivia, Cile, Repubblica Dominicana, Venezuela) e in Africa (Repubblica Democratica del Congo, Camerun, Ciad); la sede generalizia è a Madrid.
Alla fine del 2008 la congregazione contava 304 religiose in 54 case.